# Ylenia Carrisi
Ylenia Maria Sole Carrisi (* 29. November 1970 in Rom, † vermisst seit Januar 1994 in den USA und am 1. Dezember 2014 für tot erklärt) war eine italienische Fernsehpersönlichkeit. Sie war die älteste Tochter der italienischen Musiker Al Bano und Romina Power. Ihr spurloses Verschwinden im Jahre 1994 sorgte für eine große Aufmerksamkeit in den Medien.

## Leben
Ylenia Carrisi war das älteste von vier Kindern. 1983 wirkte Carrisi zusammen mit ihren Eltern im Musikfilm Champagne in paradiso mit. 1989 war sie Buchstabenfee bei der italienischen Version von Glücksrad, La ruota della fortuna. 1993 trat Carrisi zusammen mit ihren Eltern in der deutschen Fernsehshow Verstehen Sie Spaß? auf.

### Vermisstenfall
Ylenia Carrisi verschwand auf einer Reise, die sie am 30. Dezember 1993 angetreten hatte, in New Orleans, USA, im Januar 1994. Ihr Vater Al Bano vermutete, dass sie sich unter dem Einfluss von Drogen das Leben genommen haben könnte. Carrisi wurde am 1. Dezember 2014 auf Veranlassung ihres Vaters von einem italienischen Gericht in Brindisi für tot erklärt. Die Mutter hingegen gibt weiterhin die Hoffnung nicht auf.
Eine Verbindung wurde zu einem angeblichen Suizidfall im Januar 1994 gezogen, den ein Aquariumwächter berichtet hatte.
Im November 2015 wurde bekannt, dass ein Lastwagenfahrer den Mord an einer Frau in Tampa gestanden habe, bei der es sich möglicherweise um Ylenia Carrisi handelte. Ein DNA-Vergleich ergab jedoch, dass dies nicht der Fall war.

## Filmografie

### Kino
- 1983: Champagne in paradiso

### Fernsehen
- 1989: La ruota della fortuna, Canale 5
- 1993: Verstehen Sie Spaß?, Das Erste